# Đại học Utrecht
Viện Đại học Utrecht hay Đại học Utrecht (tiếng Hà Lan: Universiteit Utrecht) là một viện đại học ở Utrecht, Hà Lan. Đây là một trong những viện đại học lâu đời nhất ở Hà Lan, là một trong những viện đại học lớn nhất châu Âu. Viện Đại học Utrecht được xếp hạng tốt thứ 6 châu Âu  Lưu trữ ngày 9 tháng 4 năm 2007 tại Wayback Machine tromg bảng xếp hạng các cơ sở giáo dục đại học thế giới Academic Ranking of World Universities. Được thành lập ngày 26 tháng 3 năm 1636, Viện Đại học Utrecht tuyển 26.787 sinh viên năm 2004 và có 8224 giảng viên, 570 trong số đó là giáo sư. Năm 2004, 358 học vị tiến sĩđược cấp và có 7010 bài báo khoa học đã được xuất bản. Ngân sách năm 2004 của Viện Đại học Utrecht là 653 EURO. Khẩu hiệu của viện đại học là "Sol Iustitiae Illustra Nos", có nghĩa "Mặt trời công lý, hãy chiếu sáng chúng ta".
Viện Đại học Utrecht do một ban lãnh đạo quản lý, bao gồm Yvonne van Rooy (chủ tịch), Prof.Dr. Willem Hendrik Gispen (rector magnificus) và Hans Amman.

## Các đơn vị thành viên

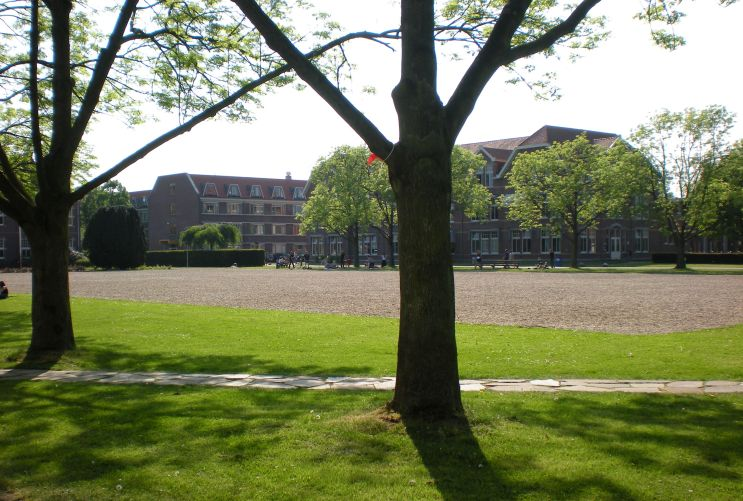
Một góc khuôn viên Viện Đại học Utrecht

Viện Đại học Utrecht có bảy phân khoa đại học: 
- Phân khoa Nhân văn
  - Khoa Nghệ thuật và Ngôn ngữ
  - Khoa Triết học và Nghiên cứu Tôn giáo
- Phân khoa Khoa học Xã hội và Khoa học Hành vi
- Phân khoa Luật, Kinh tế, và Quản trị
  - Trường Kinh tế
  - Trường Luật
  - Trường Quản trị
- Phân khoa Khoa học Địa chất
  - Khoa Khoa học Trái Đất
  - Khoa Địa lý Tự nhiên
  - Khoa Khoa học Môi trường và Nghiên cứu Sáng tạo
  - Khoa Địa lý Con người và Quy hoạch Đô thị
- Phân khoa Y
- Phân khoa Thú y
- Phân khoa Khoa học
  - Khoa Sinh học
  - Khoa Hóa học
  - Khoa Khoa học Thông tin và Khoa học Tính toán
  - Khoa Toán học
  - Khoa Dược học
  - Khao Vật lý và Thiên văn học

Viện Đại học Utrecht có ba đơn vị liên phân khoa:
- Trường Đại học thuộc Viện Đại học Utrecht (University College)/Học viện Roosevelt
- Viện Đạo đức học
- Viện Giáo dục IVLOS

Hai phân khoa lớn nhất là Nhân văn và Luật nằm ở nội ô thành phố Utrecht; năm phân khoa còn lại và các bộ phận hành chính nằm ở De Uithof, một khu trường sở nằm ở ngoại ô thành phố. University College nằm ở Kromhout Kazerne trước đây, vốn là một căn cứ quân sự Hà Lan.

## Các cựu sinh viên nổi tiếng
Các cựu sinh viên trường này có nhiều người đã đoạt Giải Nobel
- C.H.D. Buys Ballot (nhà khí tượng học)
- Clarence Barlow (nhà sáng tác)
- Nicolaas Bloembergen (nhà vật lý, đoạt giải Nobel)
- Arend-Jan Boekestein (nhà lịch sử, nhà chính trị)
- James Boswell (author, luật sư)
- Pieter Burmann the Younger (nhà triết học)
- Michael Clyne (nhà ngôn ngữ)
- David Dalrymple, Lord Hailes, (tác gia, luật sư)
- Peter Debye (nhà vật lý, đoạt giải Nobel)
- René Descartes (nhà triết học)
- Frans de Waal (nhà động vật học và nhà phong tục học)
- Christiaan Eijkman (nhà vật lý, nhà nghiên cứu bệnh học, đoạt giải Nobel)
- Willem Einthoven (thầy thuốc, nhà vật lý, đoạt giải Nobel)
- Johann Georg Graevius (học giả)
- Louis Grondijs (Byzantologist, phóng viên chiến trường)
- Gerardus 't Hooft (nhà vật lý, đoạt giải Nobel)
- Jacobus Kapteyn (nhà thiên văn học)
- Tjalling Charles Koopmans (nhà toán học, nhà vật lý, nhà kinh tế, đoạt giả Nobel)
- Aristid Lindenmayer (nhà sinh vật học)
- Rudolf Magnus (nhà dược học và nhà tâm lý học)
- Marcel Minnaert (nhà thiên văn học)
- Heiko Oberman (nhà lịch sử)
- Abraham Pais (nhà vật lý, nhà lịch sử khoa học)
- Perizonius (học giả)
- Wilhelm Röntgen (nhà vật lý, đoạt Giải Nobel)
- Lavoslav Ruzicka (nhà hóa học, đoạt Giải Nobel)
- Johann Jakob Scheuchzer (nhà vật lý, nhà khoa học)
- Jan Hendrik Scholten (nhà lý luận)
- Charles Spencer, 3rd Earl of Sunderland (chính khách)
- Jan Jakob Lodewijk ten Kate (nhà thơ)
- Jan Terlouw (nhà chính trị)
- J. H. van 't Hoff (nhà hóa học, đoạt giải Nobel)
- Martinus J.G. Veltman (nhà vật lý, đoạt giải Nobel)
- Hugh Williamson (nhà chính trị)
- J. Slauerhoff (nhà thơ, tiểu thuyết gia) làm việc với chức danh trợ lý của phòng khám đa khoa của trường về các bệnh da liễu và hoa liễu từ 1929-1930.
- Els Borst (cựu Bộ trưởng Y tế Hà Lan)